# منتخب الغابون لكرة السلة للسيدات
منتخب الغابون لكرة السلة للسيدات (بالفرنسية: Équipe du Gabon de basket-ball féminin) هو ممثل الغابون الرسمي في المنافسات الدولية في كرة السلة للسيدات.